# Rochegude (Gard)
Rochegude è un comune francese di 217 abitanti situato nel dipartimento del Gard, nella regione dell'Occitania.

## Società

### Evoluzione demografica
Abitanti censiti